# Omorgus expansus
Omorgus expansus is een keversoort uit de familie beenderknagers (Trogidae). De wetenschappelijke naam van de soort is voor het eerst geldig gepubliceerd in 1900 door Arrow.